# 環球真經典系列 黎明
《環球真經典系列 黎明》是香港歌手黎明的精選輯，全碟收錄16首歌曲，歌曲選自黎明於1990年至1997年主唱的作品，由香港環球唱片於2001年12月首次發行。

## 製作概念
《環球真經典系列 黎明》是香港環球唱片發行的精選輯系列之一，專輯收錄了16首黎明於寶麗金時期主唱的歌曲。專輯曲目的第一首歌曲〈相逢在雨中〉是黎明於1990年出道首張專輯的作品，標誌著黎明歌唱生涯的開始，而收錄於曲目二、三、四的歌曲〈如果這是情〉、〈對不起，我愛你〉、〈今夜你會不會來〉對應1991年黎明三張粵語專輯的發行順序。曲目五、六的歌曲〈我的親愛〉和〈我愛Ichiban〉是黎明於1992年的作品；曲目七、八、九的歌曲〈願你今夜別離去〉、〈孤單的人孤單的我〉、〈夏日傾情〉是黎明於1993年的作品。專輯的第十首歌曲〈那有一天不想你〉是黎明於1994年的作品，當時新城勁爆流行榜剛成立，香港本地音樂流行榜因此由「三台」增加到「四台」，這首歌是黎明的第一首「四台冠軍歌」，而曲目十一至曲目十六是黎明於1995年至1997年主唱的歌曲作品，整張專輯以中板都市情歌為主，呈現出寶麗金為黎明塑造的情歌王子的形象。

## 曲目列表
| CD       | CD                     | CD       | CD                            | CD       | CD             | CD                     | CD    |
| 曲序     | 曲目                   |          | 作曲                          | 编曲     | 首次收錄專輯   | 备注                   | 时长  |
| -------- | ---------------------- | -------- | ----------------------------- | -------- | -------------- | ---------------------- | ----- |
| 1.       | 相逢在雨中             | 簡寧     | 曹俊鴻                        | 杜自持   | Leon           |                        | 3:48  |
| 2.       | 如果這是情             | 向雪懷   | 玉置浩二                      | 杜自持   | 親近你         | 電視劇《人在邊緣》插曲 | 3:58  |
| 3.       | 對不起，我愛你         | 向雪懷   | 盧東尼                        | 盧東尼   | 是愛、是緣     | 電視劇《今生無悔》插曲 | 3:45  |
| 4.       | 今夜你會不會來         | 簡寧     | 林東松                        | 王豫民   | 我的感覺       |                        | 4:08  |
| 5.       | 我的親愛               | 劉卓輝   | 槇原敬之                      | 唐奕聰   | 傾城之最       |                        | 4:18  |
| 6.       | 我愛Ichi Ban           | 劉卓輝   | 後藤次利                      | 盧東尼   | I Love You OK? |                        | 3:55  |
| 7.       | 願你今夜別離去         | 劉卓輝   | 松本俊明                      | 盧東尼   | 我的另一半     | 電視劇《原振俠》主題曲 | 4:56  |
| 8.       | 孤單的人孤單的我       | 向雪懷   | 立川俊之                      | 蘇德華   | 夏日傾情       |                        | 4:00  |
| 9.       | 夏日傾情               | 向雪懷   | Takashi Miki、Yasushi Akimoto | 盧東尼   | 夏日傾情       |                        | 4:10  |
| 10.      | 那有一天不想你         | 向雪懷   | 林慕德                        | 林慕德   | 天地情緣       |                        | 4:38  |
| 11.      | 一生最愛就是你         | 向雪懷   | 林慕德                        | 林慕德   | 天地豪情       |                        | 4:11  |
| 12.      | 危情追蹤               | 姚沁     | 山本洋太                      | 山本洋太 | 夢、追         |                        | 4:07  |
| 13.      | 沒名字的歌，無名字的你 | 林夕     | Calvin Ho                     | 趙增熹   | 夢、追         |                        | 4:20  |
| 14.      | 情深說話未曾講         | 潘源良   | 雷頌德                        | 雷頌德   | Perhaps...     |                        | 3:38  |
| 15.      | 只要為我愛一天         | 林夕     | 雷頌德                        | 雷頌德   | If             |                        | 4:02  |
| 16.      | 你令愛了不起           | 林振強   | 雷頌德                        |          | Leon Sound     |                        | 4:00  |
| 总时长： | 总时长：               | 总时长： | 总时长：                      | 总时长： | 总时长：       | 总时长：               | 65:54 |